# Nitrate de zinc
Le nitrate de zinc est un composé inorganique dont la formule brute est Zn(NO3)2.
Il peut se produire une réaction exothermique avec le cuivre, les sulfures métalliques, le phosphore ou le soufre. Mélangé avec des combustibles, il peut exploser. Utilisé comme mordant.

## Solubilité dans l'eau

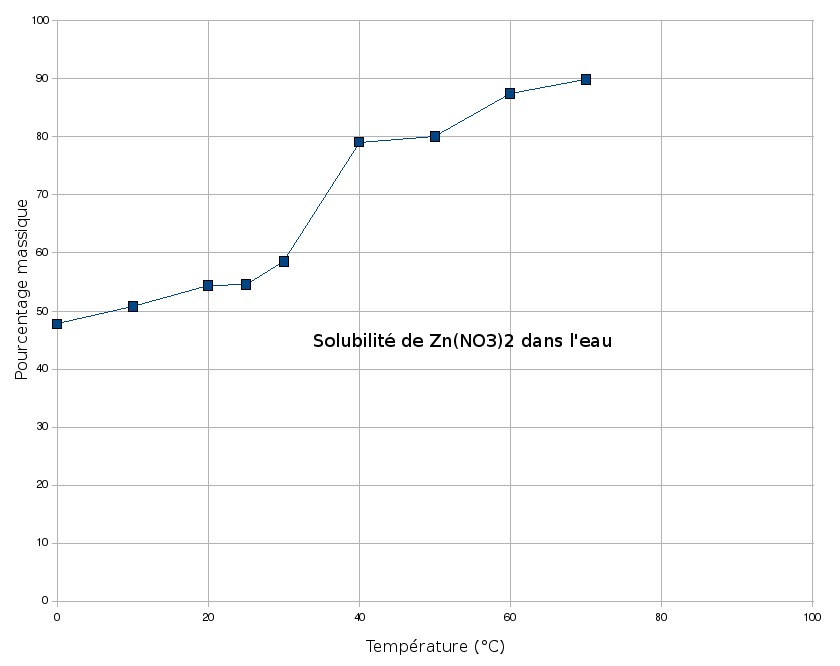
Solubilité dans l'eau